# Eulalia polyneura
Eulalia polyneura är en gräsart som först beskrevs av Pilg., och fick sitt nu gällande namn av Otto Stapf. Eulalia polyneura ingår i släktet Eulalia och familjen gräs. Inga underarter finns listade i Catalogue of Life.